# Pollen Robotics
Pollen Robotics est une entreprise française de robotique basée à Bordeaux. Fondée en 2016 par d'anciens chercheurs de l'Inria, elle conçoit le robot Reachy et publie ses sous-systèmes logiciels et matériels sous des licences open source telles que Apache 2.0 ou CC-BY-SA.
Engagée dans le mouvement open source, l'entreprise propose une réduction à ses clients acceptant de publier leur travail sous des licences open source.
En 2023, Pollen Robotics annonce avoir bouclé sa première levée de fonds à hauteur de 2,4 millions d'euros, auprès d'un investisseur privé, de la BPI et de deux banques,.
L'entreprise est retenue parmi les lauréats du programme France 2030 pour une robotique souveraine d'excellence,.
En fin d'année 2024, l'entreprise annonce la deuxième version de son robot Reachy.
En avril 2025, la licorne Hugging Face, spécialisée dans l'intelligence artificielle, fait l'acquisition de Pollen Robotics (pour un montant non communiqué) dans l'optique de joindre leurs efforts dans l'open source,.

## Robot Reachy
Le robot Reachy est intégralement programmable avec Python et ROS et est téléopérable en réalité virtuelle.
Il est interactif grâce aux caméras intégrées à sa tête en lieu et place de ses yeux, ainsi qu'aux 3 degrés de liberté permis par l'articulation de son cou, ce qui rend expressifs ses mouvements de tête. Les antennes fixées sur sa tête sont également mobiles, agissant comme des antennes d'insecte ou des oreilles de mammifère. Il dispose également d'une antenne de microphones et d'une enceinte.
Reachy est capable de manipuler avec chacun de ses bras des objets pesant jusqu'à 500 grammes, grâce à leurs 7 degrés de liberté et à un end-effector adaptable.
Depuis 2022, le robot Reachy est compatible avec une base mobile holonome basée sur trois omni-roues et faisant notamment appel à un LIDAR. 
La même année, l'entreprise remporte avec son robot la somme de 2 millions de dollars en se classant deuxième au concours Avatar XPRIZE,.